# The Last Express
The Last Express ist ein Adventure-Computerspiel von Smoking Car Productions aus dem Jahr 1997. Der Spieler steuert die Figur aus der Egoperspektive durch eine virtuelle Nachbildung des Orient-Expresses. Das Gameplay beinhaltet die Interaktion mit den Passagieren des Zuges. Während des Spiels bewegen sich die Passagiere frei im Zug umher und folgen eigenen Routinen, ebenso fährt der Zug ständig weiter und setzt den Spieler unter Zeitdruck.

## Handlung
Der Spieler schlüpft in die Rolle des jungen Amerikaners Robert Cath. Im Juli 1914 steht Europa vor dem Ersten Weltkrieg. Cath ist von seinem langjährigen Freund Tyler Whitney gebeten worden, sich mit ihm im Orient-Express zu treffen. Im Zug findet er seinen Freund ermordet vor. Cath, der fürchtet, man könne ihn mit dem Mord in Verbindung bringen, übernimmt kurzerhand die Identität des Toten und versucht fortan, den Mord auf eigene Faust zu klären. Kein leichtes Unterfangen, wie sich herausstellt, denn die politischen Wirrungen des nahenden Ersten Weltkrieges haben auch (und gerade) bei den Passagieren des Zuges ihre Spuren hinterlassen.
Das Adventure lebt zum einen von seinem mannigfaltigen Charakteren und zum anderen von der dichten Atmosphäre. Mechner beschreibt eine Zeit des Umsturzes, die von großer Unsicherheit geprägt ist und in der wenig Platz für die Bedürfnisse der Einzelnen bleibt. Dementsprechend ist die Handlung für ein Computerspiel ungewöhnlich anspruchsvoll und verlangt selbst älteren Spielern Einiges ab.
Neben dem Hauptplot um die Aufklärung des Mordes webt Mechner zahlreiche Nebenstränge in die Handlung ein, so etwa um das Schicksal serbischer Extremisten, die den Zug in ihre Gewalt bringen wollen, oder etwa in der zart angedeuteten Liebesgeschichte zwischen Cath und einer Passagierin, die zu einem der bewegendsten Abspänne der Computerspielgeschichte führt. Doch auch die für Mechner typische Mystik findet ihren Platz. So bildet ein klassisches russisches Gedicht, der Feuervogel, die Basis für einen surrealistisch angehauchten Subplot, der zum Ende hin zunehmend an Bedeutung gewinnt.

## Spielprinzip und Technik
The Last Express ist ein First-Person-Adventure, das heißt, die Darstellung des Geschehens erfolgt aus der Perspektive des Spielers. Es wird ein Standbild der Umgebung des Spielers dargestellt, das dieser mit dem Mauscursor untersuchen kann. Verändert sich an einer Stelle die Form des Mauscursors an einem sogenannten Hotspot, ist eine Interaktion mit dieser Stelle möglich. Handelt es sich beim Hotspot um einen Ausgang, z. B. eine Tür, und interagiert der Spieler mit diesem Hotspot, so wird der Spieler in die entsprechende Richtung bewegt, und ein neues Standbild der neuen Position wird angezeigt. Die Standbilder bestehen dabei aus vorgerenderten Hintergründen, über die handgezeichnete Objekte sowie NPCs gelegt werden. Für die Darstellung der NPCs wurden Schauspieler vor einem Bluescreen abfotografiert und den Fotos per Rotoscoping ein gezeichneter Look verpasst. Im Gegensatz zu den meisten Computerspielen verzichtet The Last Express zumeist auf flüssige Animationen, sondern setzt auf eine Aneinanderreihung einzelner Stillbilder.
Die NPCs sprechen in der Regel in ihrer Muttersprache, werden jedoch meistens untertitelt.
Inzwischen wurde das Spiel in einer Version für Apple iOS sowie Android neu aufgelegt.

## Produktionsnotizen
Eigens für die Produktion von The Last Express gründete Jordan Mechner 1993 die Firma Smoking Car Productions mit Sitz in San Francisco. Der Name des Unternehmens spielte sowohl auf den Rauch des Zuges als auch auf den im Spiel vorkommenden Raucherwaggon an, obwohl die wenigsten Mitarbeiter rauchten. Auf seinem Höhepunkt hatte das Unternehmen 60 Vollzeitbeschäftigte. Mit Veröffentlichung des Spiels im Jahr 1997 wurde Smoking Car Productions aufgelöst.
2012 erschien eine Version des Spiels für mobile Endgeräte mit dem Betriebssystem iOS, 2013 für Android.

## Rezeption
The Last Express erhielt zum größten Teil positive Bewertungen. Die Rezensionsdatenbank Metacritic aggregiert insgesamt 17 Rezensionen zu Mittelwerten von 82 (PC-Version) bzw. 90 (iOS-Version).
Der Spieler werde intensiv in die Spielwelt eingebunden. Die gut geschriebene Handlung mit vielen Wendungen und geheimnisvollen Charakteren sorge für dramatische Momente und sei historisch glaubwürdig. Die Laufwege innerhalb des Zuges ohne neue Ereignisse seien störend, die Rätseldichte sei niedrig. Der Grafikstil sei eigenwillig, das gesamte Werk ungewöhnlich und faszinierend. Die zahlreichen Charaktere und die verzweigten Handlungssträngen machen das Spiel für Einsteiger weniger geeignet, zumal auch wenige Hinweise für den Hauptstrang vorliegen und der Spieler unter Zeitdruck gesetzt werde. Einzelne Teile seien inkonsistent. Bei der Darstellung der Innenausstattung zeige sich die Liebe zum Detail der Entwickler.
Das englischsprachige Online-Fachmagazin Adventure Gamers setzte The Last Express in seiner 2011 erschienenen Liste Top 100 All-Time Adventure Games auf Platz 7.